# Christina Albregt
Christina Magdalena Elisabeth Albregt (geboren 27. März 1822 in Amsterdam; gestorben 10. Oktober 1867 in Rotterdam) war eine niederländische Schauspielerin.

## Leben
Christina Albregt wurde am 27. März 1822 in Amsterdam geboren. Sie war die Tochter der Schauspieler Andries Albregt (1794–1852) und Susanna Wellerdich (1792–1874). Sie wuchs in einer lutherischen Familie auf, hatte einen jüngeren Bruder, Johannes Hermanus (1829–1879) und da ihre Eltern beide Schauspieler waren, kam sie schon früh mit dem Theater in Berührung. Ihre Bühnenkarriere startete sie m September 1841 im Salon des Variétés in Amsterdam. Sie heiratete vier Jahre später, am 1. Oktober 1845 in Amsterdam den Bühnenschauspieler Cornelis Theodorus Johannes Kees van Dijk (1822–1886). Zu dem Zeitpunkt war sie mit ihrer ersten Tochter hochschwanger. Aus der Ehe gingen mindestens vier Söhne und fünf Töchter hervor, von denen zwei Söhne früh starben.
In Amsterdam lebten sie anfänglich in der Handboogstraat, später in der Lange Leidsedwarsstraat, immer in der Nähe ihres Bruders Johannes Albregt und seiner Familie. Johannes Albregt leitete als Komiker von 1868 bis 1876 zusammen mit Daan van Ollefen das Ensemble des Rotterdamer Theaters, für das auch ihre Schwägerin, die Schauspielerin Wilhelmina Engelman arbeitete. Albregt bekam zwischen 1845 und 1864 etwa alle zwei Jahre ein Kind, stand aber weiterhin als Schauspielerin auf der Bühne. Drei ihrer Töchter heirateten Schauspieler, Helena heiratete Willem van Zuylen, Christina heiratete Georg Egener und Mina heiratete Jan Buderman. Auch Mina wurde später Schauspielerin.
Christina Albregt spielte wahrscheinlich im Salon des Variétés, bis sie 1853 zur Stadsschouwburg Amsterdam wechselte, wo Jan Eduard de Vries die Leitung hatte. Dort debütierte sie als Emilie in der Komödie „De militaire stand“. Als De Vries 1859 Direktor des Rotterdamer Theaters wurde und dort eine neue Truppe gründete, traten Albregt und ihr Mann dieser Truppe bei. 1860 ließen sie sich in Rotterdam nieder. Das Paar gehörte nicht zu den bedeutendsten Schauspielern des Ensembles: In der Theatersaison 1860/61 betrug daie Gage von Christina Albregt achthundert Gulden und das ihres Mannes fünfhundert. Große Schauspieler verdienten das Zwei- bis Dreifache. Ein Interview mit ihrer Schwägerin Wilhelmina Engelman zeigt, dass Albregt Ende der 1860er Jahre viele „alte Rollen“ spielte. Sie muss auch regelmäßig in Amsterdam gespielt haben, denn dort trat die Truppe von De Vries häufig im Frascati-Theater im Nes auf.
Laut Repertoirebuch des Rotterdamer Theaters feierten Christina Albregt und Kees van Dijk im April 1867 ihr 25-jähriges Theaterjubiläum. Sechs Monate später, am 10. Oktober, starb Christina Magdalena Elisabeth Albregt im Alter von 45 Jahren.